# メイヤー・オプティック・ゴルリッツ

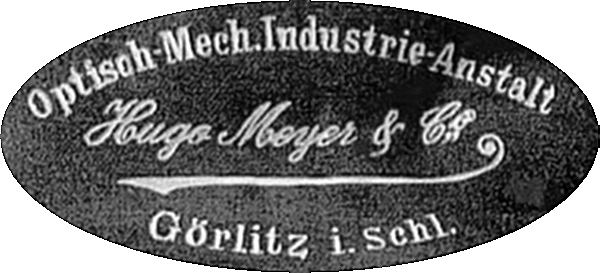
メイヤー・オプティック・ゴルリッツの看板

メイヤー・オプティック・ゴルリッツ（Meyer-Optik-Görlitz）は、ドイツのゲルリッツにある光学機器メーカーのブランド名である。メイヤー・オプティック・ゴルリッツは、第二次世界大戦前はカメラレンズの重要なメーカーであり、第二次世界大戦後は東ドイツで人民公社 ファイン・オプティカル・ワークス・ゴルリッツ(Feinoptisches Werk Görlitz)および人民公社ペンタコンドレスデンの一部として活躍した。しかし、1991年に同社は生産停止に追い込まれた。
2014年、netSEはブランドの新しいオーナーとしてレンズの販売を再開した。しかし、netSEは2018年に破産申請をし、同年に商標権、設計計画の両方をバート・クロイツナハの会社であるOPC オプティカル・プレシジョン・コンポーネンツ・ヨーロッパ GmbHに売却した。

## 社史

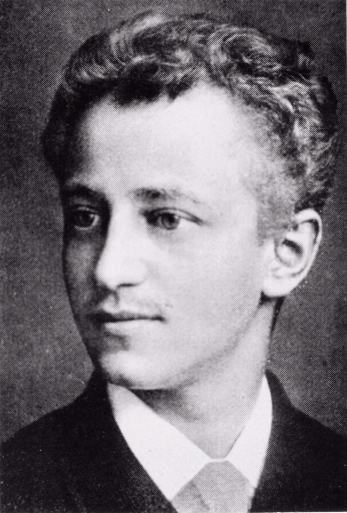
ヒューゴ・メイヤーによる若者のポートレート

ゴルリッツ本社工場の敷地図

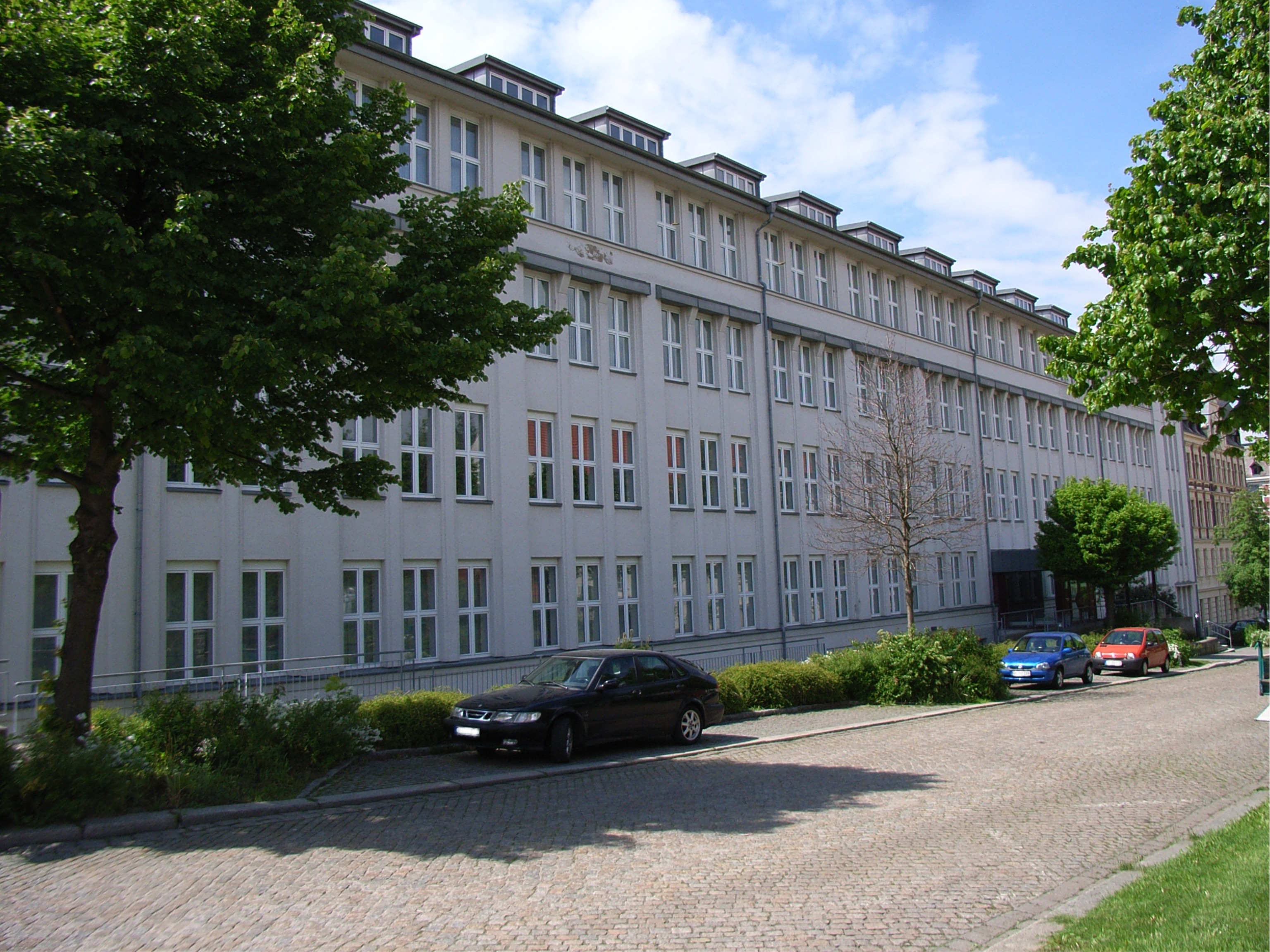
1920年代のフィッヒ通り集会所の建物

### 創業期 (1896年–1919年)
眼鏡技師のヒューゴ・メイヤー（Hugo Meyer  1863年5月21日 - 1905年3月1日）は、1896年4月1日に実業家のハインリヒ・トレジャーズ（Heinrich Treasures）とともに光学機械製造会社のヒューゴ・メイヤー（Hugo Meyer & Co.）を設立した（ゲルリッツ王立地方裁判所の会社登記番号477）。彼らは、ゲルリッツのカメラメーカー数社が拠点を置いている建物であるレーバウアー通り7に工房を構えた。
初期の成功は、1900年にメイヤーが特許を取得したアリストスティグマートレンズ構成と、それを採用したセットレンズであった。1901年には、より大きなオフィスに移転する必要があった。1904年に『スタジオ・ファスト・ワーカー』が市場に登場した。メイヤーは1905年に亡くなるまで会社を経営した。未亡人のエリーゼ・メイヤーと息子たちが引き続き会社を経営した。
これに続いて1908年に6枚レンズの『アナスチグマートレンズ』、そして1911年には『広角アリストスティグマット構成のレンズ』を開発し発売した。
同年、シュルツ・アンド・ビラーベック光学研究所（Optische Anstalt Schulze und Billerbeck）を買収し、当時有名だった『ユーリプラン（ドイツ語: Euryplan）レンズ』とレンズセットも製造した。また、『投影レンズ（ドイツ語: Projektionsobjektiv）』も1918年から製造するようになった。

### システムレンズのプロバイダーへの道 (1920年–1945年)

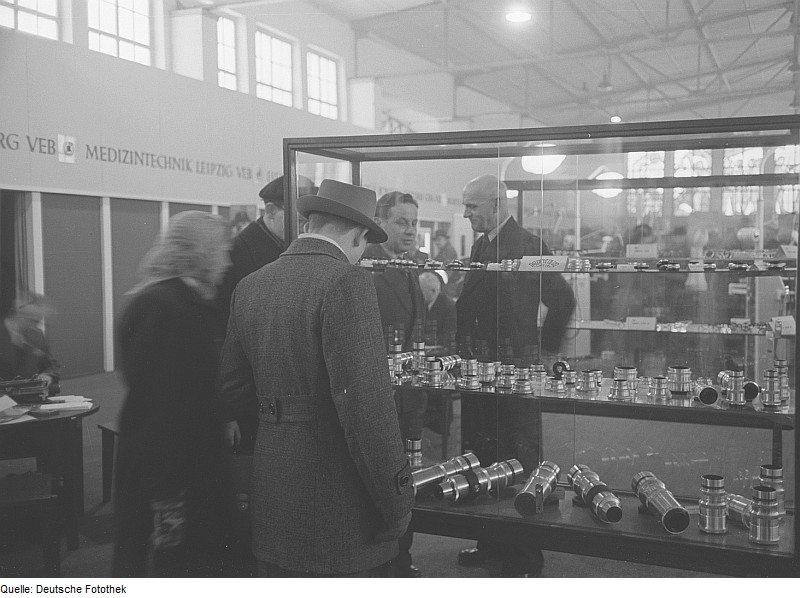
フォトライブラリ「メイヤー・オプティックのレンズを装着したショーケースの前に立つ見本市の来場者」

1920年に、会社がパウル・ルドルフと協力することを決定したとき、重要なビジネス上の決定が下さた。19世紀後半から20世紀初頭にかけて、ルドルフはいくつかの最も重要なレンズ（『プロター』、『プラナー』、『テッサー』）の開発に貢献カール・ツァイスにて行った。ルドルフはメイヤーに、当時世界でもっとも開放絞り値の小さいレンズを含む『プラズマート（ドイツ語: Plasmat）』の特許を提供した。また、プラズマセットレンズも用意された。

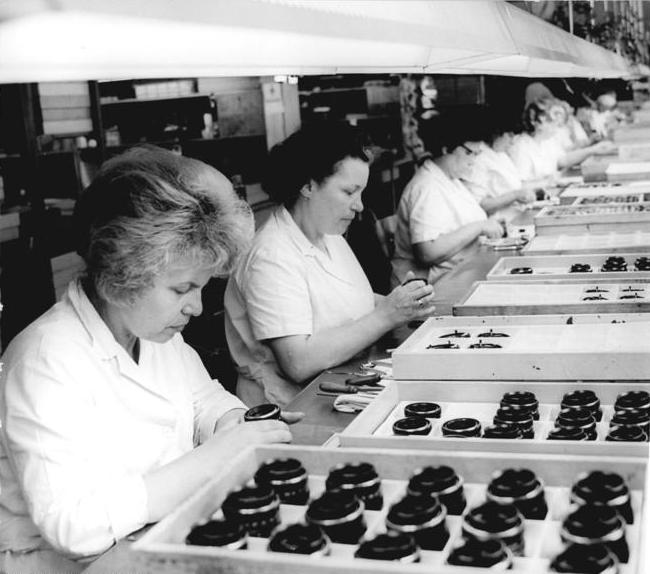
ポーランドの労働者がメイヤーレンズを組み立てる写真（1975年）

1923年の経済的に困難な年に新しい工場に移転した。メイヤーは、イハゲー、エクサクタを含む重要なカメラ会社のOEMメーカーとしての地位を確立していった。1930年代、メイヤーは非常に包括的な高品質交換レンズを提供した。対応するカール・ツァイスのレンズと比較して、これらのレンズは通常わずかに安い価格で提供されていた。また、その提供範囲は『40mm広角レンズ（ダブル・アナスチグマート）』から開放絞り値が小さい明るい『プリモプランレンズ』(58～75mm)、『250mmテレメゴール』までの範囲に及んだ。
1936 年に社名を「光学および精密機械加工会社ヒューゴ・メイヤー（Optische und Feinmechanische Werke Hugo Meyer & Co.）」に変更した。当時、年間約10万本のカメラレンズが生産されていた。1942年、戦争のためメイヤー・オプティック社は民間生産を停止した。主な兵器生産はライフルスコープ用の光学部品であった。戦争の最後の数年間は生産はエルツ山地のグリュンハイニッヒェン（ドイツ語: Grünhainichen）で行われた。戦争終了当初は、虫眼鏡やドア金具などの製品が当面のニーズに対応するための製品製造が行われた。

### 人民公社ファイン・オプティカル・ワークス・ゴルリッツ (1946年–1968年)
1946年6月30日のザクセン州の住民投票（ドイツ語: Volksentscheid in Sachsen 1946）の結果、同社はザクセン軍需産業の一部として接収されました。 1946 年 7 月 1 日から、この組織はザクセン州の国有企業の産業行政に従属し、受託者管理の下、人民公社光学精密機械加工ゲルリッツ（VEB Optisch-Feinmechanische Werke Görlitz）と呼ばれるようになった。ソ連はドイツの軍需産業を弱体化させるため稼働設備は完全に解体された。それにもかかわらず、1946年には225,000ライヒスマルクの販売を達成した。
計画経済の導入に向けた第一歩として、同社は人民公社連合体（VVB）の精密機械および光学部門に割り当てられた。1948年ドイツのソビエト最高軍事政権は収用を承認し法的拘束力を持つようになった。1948年10月1日に社名が人民公社精密光学工場ゲルリッツ（VEB Feinoptisches Werk Görlitz）に変更された。
1951年に主要なカメラ工場（以前はカメラ職人で起業家だったカート・ベンツィン（ドイツ語: Curt Bentzin）が所有していた）と、1954年には市の管理下にあったVEBシザリングが統合された。
戦前の『ダブル・アナスチグマートレンズ』は、 1949年に『ヘリオプラン1:4.5/40』にさらに発展した。同社は1952年に企業内幼稚園を開設した。同年フッ化マグネシウムによる反射防止コーティングが導入された。生産された主な製品はシンプルなトリオプラントリプレットで、主にドレスデンのカメラメーカーであるウェルタ、バルダ、バイエル (カメラメーカー)、アルティッサ（ドイツ語: Altissa）のレンジファインダーカメラ用であった。また、 M42レンズネジを備えたエクサクタ、ヴァレックス、コンタックス、およびプラクチカカメラ等の需要も増加した。これらのカメラの交換レンズのラインナップは、『Trioplan 1:2.8/100』、『Primoplan 1:1.9/58』 および『Primoplan 1:1.9/75 (エルノスタータイプ)』、および望遠レンズ『Telemegor 1:5.5/180』および『Telemegor 1：5.5/400』で構成されていた。
メイヤー・オプティックの多くのレンズは、定期的にドイツ民主共和国の製品についての最高品質評価を獲得している。 1960年と1961年に、商標の問題といくつかの新製品の開発をきっかけとして、以前のモデルシリーズに変更が加えられた。
ある時期まで、メイヤー・オプティックは技術的に革新的であり続けた。ドイツの特許は1956年に写真レンズの素早い絞り設定に関する特許、
1961年に 5 枚のレンズを持つ望遠レンズに関する特許、そして1964年に十分に効果のある補正が施されたレンズに関する特許の申請登録に成功した。

### ペンタコンとカール・ツァイス・イエナとの統合

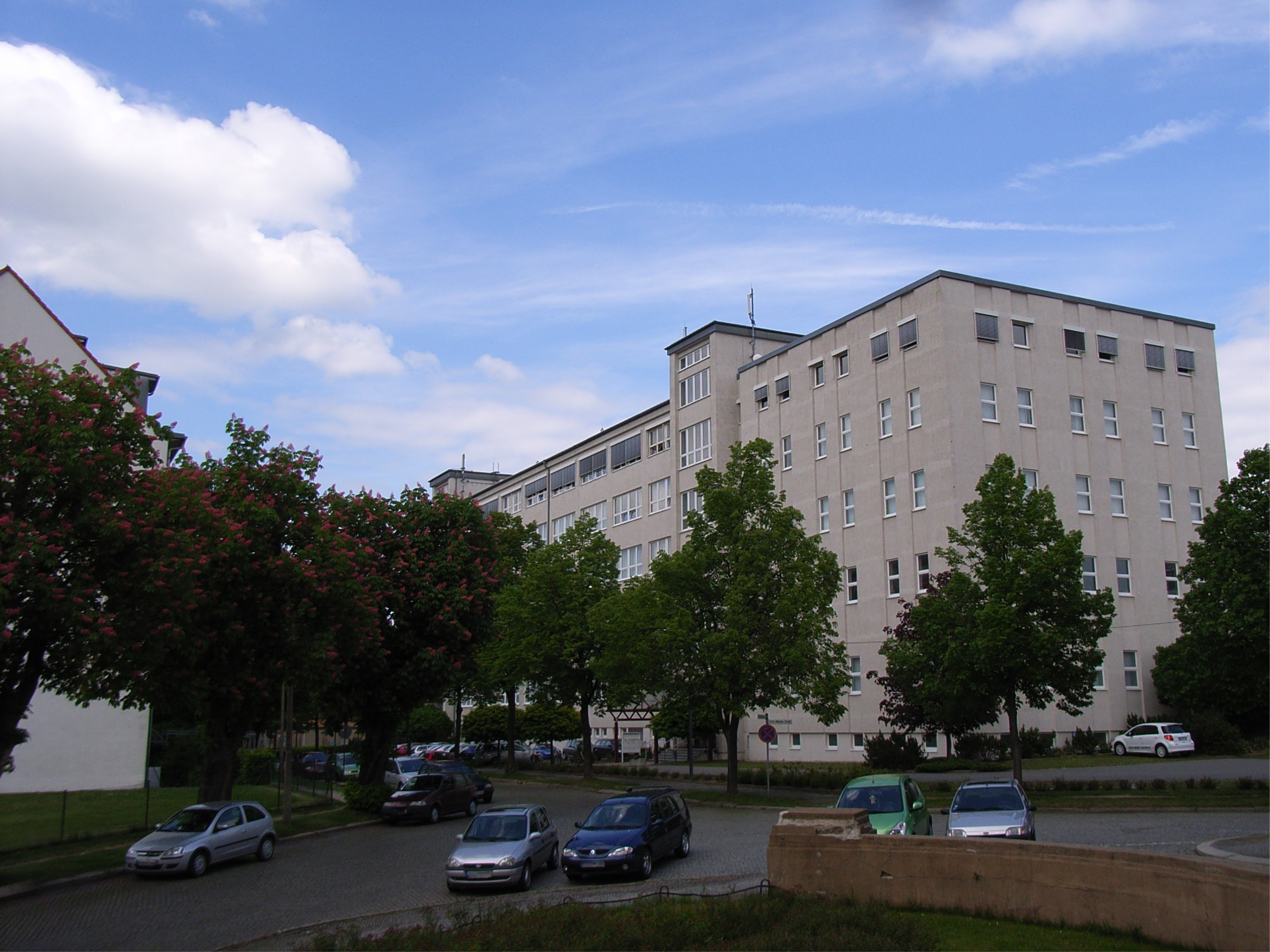
メイヤー・オプティックス光学ビル ゲルリッツアルント通り

人民公社精密光学工場ゲルリッツは、ドレスデンのペンタコン本社およびイハギー（ドイツ語: Ihagee ）の三社は1968年にVEB ペンタコン ドレスデン コンバインに統合された。レンズには1971年まで『Meyer-Optik』というラベルが付いていた。1985年、VEBカールツァイスイエナコンバインもペンタコンとともに旧メイヤーの施設を引き継いだ。この建設地には 1990 年までメイヤー産業の中核が存在していた。
経済集中化の一環として、メイヤーは技術的専門知識の一部を徐々に失った。高品質の標準レンズは生産され続けられたが、革新的なレンズはますます少なくなりました。特に、カールツァイスの代替品と直接競合する製品は廃止されました。1989年まで、ズームレンズの製造に必要な精密工作機械は経済相互援助協議会（ドイツ語: Rat für gegenseitige Wirtschaftshilfe）（略称：CMEA）諸国から入手することも、西側諸国から調達することもできなかった。

### メイヤー・オプティックス・ゴルリッツの新たな始まりと終わり(1990年–1991年)
1990年4月に、ゲルリッツ工場をイエナ・ツァイス・コンバインから分離し、有限会社に転換することが決定された。転換は 1990年7月1日に行われました。新しく設立された精密光学工場ゴルリッツ有限会社は、 MEYER-OPTIKおよびMade in Germanyと表示されたレンズを再び製造納品しはじめた。例としては、M42マウントまたはプラクチカBマウントを備えた『Meyer-Optik 1:2.8/135mm』レンズがある。
しかし、全体として、会社に与えられた短期間では競争力のある生産を確立することはできなかった。フォトキナの直前の1990年10月3日、トロイハンダンシュタルトは新たに買収したメイヤー・オプティック社を1991年6月30日に終了することを発表した。

### 2014年以降のブランド復活を試み

#### net SE (2014年–2018年)
ネットSE (2014–2018)
コブレンツのドイツネットSEに属していたグローベル・ジャーマニー(Globell Germany)は、2014年から再びメイヤー・オプティック・ゴルリッツブランドでレンズを販売していた。
2つの新しいポートレート レンズがフォトキナ2014 で発表された
。シリーズモデルは、メイヤー・オプティック・ゴルリッツ『Somniumf/1.5/85mm』 および 『Figmentumf/2/85mm』として2014年12月から販売された
。 2つの非常に明るい『Nocturnus f/0.95/35』同じく『50mm』が2015年半ばに追加された。これらは自社開発ではなく、同社によれば、もともと中国とロシアで製造されたバッジエンジニアリングのレンズの一部をドイツで組み立て調整したものといわれている
。
2015年2月、net SEは、メイヤー・オプティック・ゴルリッツの最も有名なレンズの1つ『Trioplan f/2.8/100mm』を20世紀初頭の当初の設計に基づいて、今日の現代のカメラに適応出来るように再作成すると発表した。新しいレンズのプロトタイプは、『Trioplan f/2.8/100mm』の当初の製造計画に従って、1991年までメイヤー・オプティック・ゴルリッツの元上級エンジニアであったウルフ・ディーター・プレンツェル(Wolf-Dieter Prenzel) と協力してゲルリッツで完全に製造された。最初のプロトタイプは2015年5月に発表された
Trioplanは、薄板鋼板製の15枚羽根の絞りで製造された。この構造の採用によりTrioplanの特徴であるレンズの補正不足によって生じる「シャボン玉ボケ」を絞りを少し絞った状態でも発生させることが出来、Trioplaの特徴を活かすことが出来るようになった。
また、2015年秋にポートレイトレンズとして『Trimagon f/2.6/95mm』 が発表された
。
2018年7月にNet SEが販売を引き継いでいたがに破産を申請した。

#### OPC-オプティックス (2018年以降)
2019年2月には、OPC-オプティックスがnet SEの在庫を取得し、2019年2月からこの在庫からレンズを以前の定価の約半額で販売していたことが判明した
。クラウドファンディング会社であるKickstarterからは正式なオファーはなかった。2018年夏現在、新たに設立されたOPC-オプティックスの株式資本200万ユーロを誰が出資しているのかは不明である。
2021年7月より日本でもケンコープロフェショナルイメージング
より販売が再開された。
2021 年 11 月にハンブルクに工場が開設された
。

## 歴代の名品
ヒューゴ・メイヤーから復活したメイヤー・オプティック・ゴルリッツに至るまで、レンズが有名な会社であった。レンズは、デジタル一眼レフカメラ用やフィルムカメラ用、スライド・プロジェクター用に製造さた。もっとも注力していたのは写真カメラ用のレンズであった。

### カメラ用レンズ

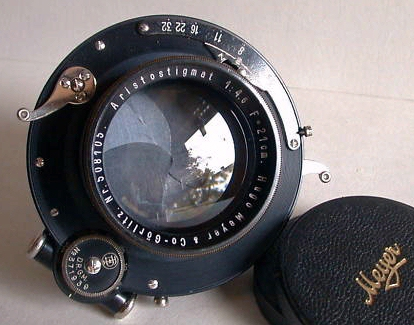
アリストスティグマット。もっとも成功したダブルガウス(f/1:4,6/210 mm)
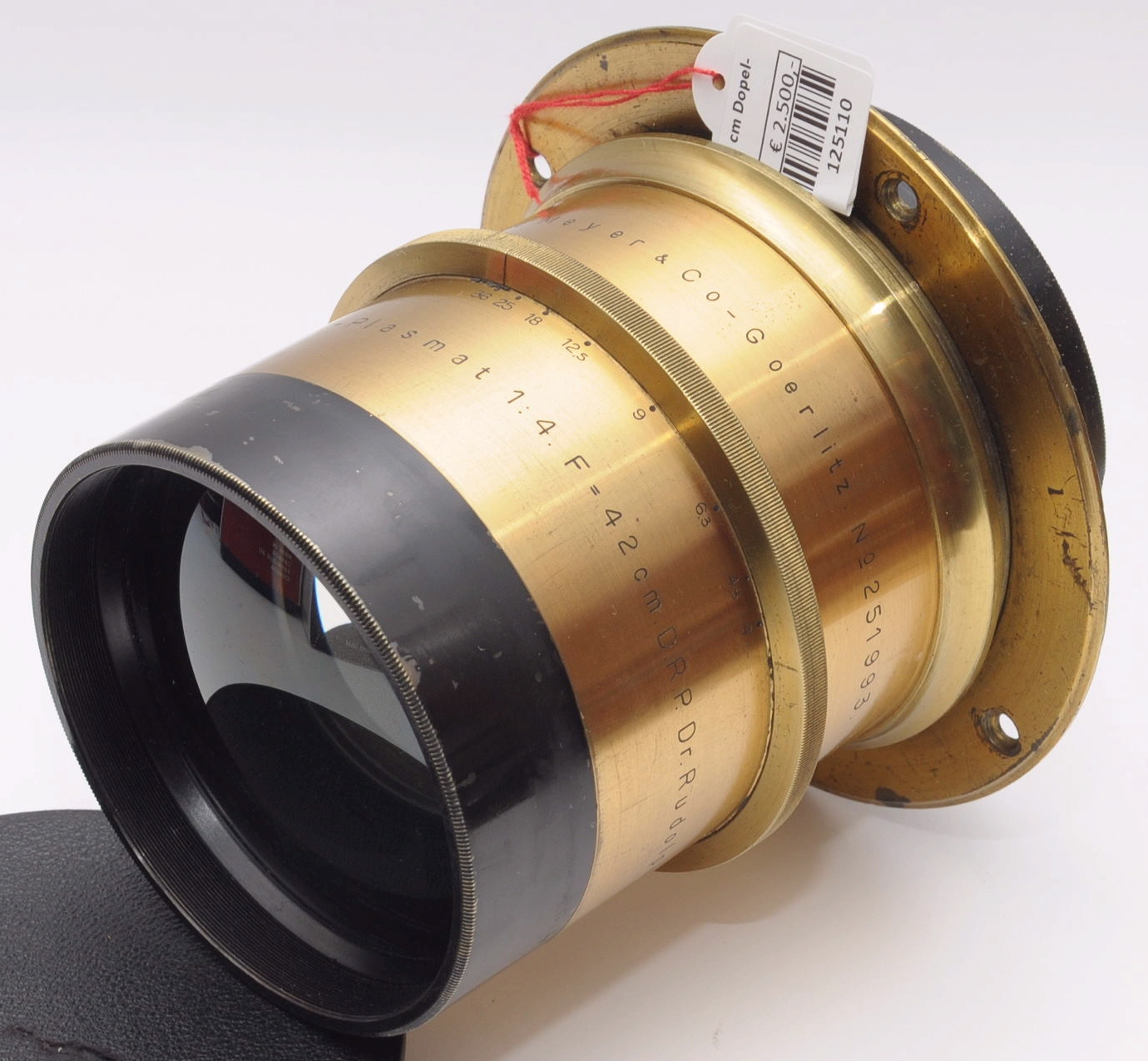
パウル・ルドルフによって開発された初期のダブルプラズマレンズ(f/=1:4/420mm)。
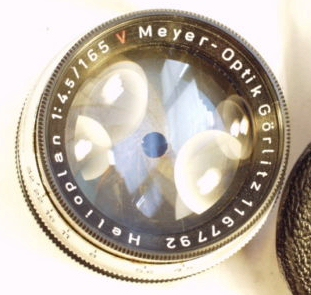
ヘリオプラン(Helioplan)。ダブルアナスチグマート (f/1:4.5/165mm)
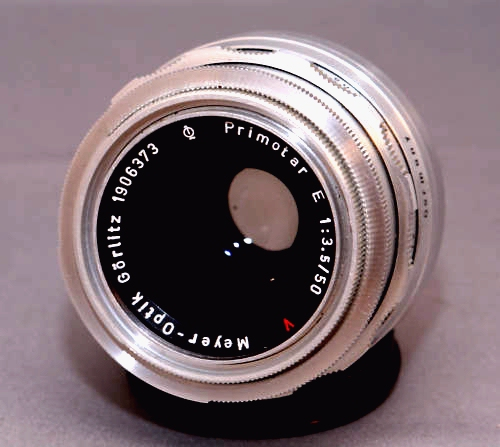
プリモター(Primotar) テッサータイプ (f/1:3,5/50 mm) 1956年製

有名な初期のレンズはアリストスティグマットである。 1888年にアメリカ人のアルヴァン・グラハム・クラークが 4 枚レンズのガウスダブルレンズの特許を米国で取得した後、メイヤーは大幅に改良された独自のバージョンを開発し大成功を収めた。クラークのガウスレンズとは対照的に、メイヤーは現代のタイプのガラスを使用することで球面収差、色収差、および非点収差を補正することに成功した(1900年6月10日のドイツ帝国特許第125560号)。パウル・ルドルフが最近ツァイス向けに開発したプラナーは、像面湾曲を補正するために6枚のレンズを必要とした。
第一次世界大戦後、パウル・ルドルフの新たな開発により、広範囲にわたる技術的進歩が達成されました。彼は、プラズマレンズに関する予備研究をメイヤー・オプティック・ゴルリッツに持ち込んだ。プラズママットは色誤差を完全に補正し、当時としては驚異的なF値f/=1:4を実現した交換レンズです。成長する映画産業のニーズに触発されて、ルドルフは1924年にはすでにF値f/=1:2 のいわゆるシネマレンズの『キノ・プラズマ』を開発しました。これに続いて、1926年にF値 f/=1:1.5の『キノ・プラズマ』のバリエーションが登場した。これは当時世界「最速」の写真レンズでした。代表的なフィルムカメラなどB.ボレックスブランドには戦間期にメイヤーレンズが装備されていた。 メイヤー・オプティック・ゴルリッツは後にツァイス・イコンAK8ナローフィルムカメラ用の補助レンズを製造した。
メイヤー・オプティック・ゴルリッツは、特に以下のレンズを製造した:
- ドミプラン(Domiplan)
- ドミリオン(Domiron)
- ヘリオプラン(Helioplan)
- リディアス(Lydith)
- オレステゴン(Orestegon)
- オレステゴール(Orestegor)
- オレストン(Oreston)
- オレストール(Orestor)
- プリマゴン(Primagon)
- プリモプラン
- プリモタル(Primotar)
- テレフォガー(Telefogar)
- テレメゴール
- トリオプラン
- ベラプラン(Veraplan)

プリモタルは、メイヤー・オプティック・ゴルリッツの重要なレンズシリーズの名前です。戦前のプリモタル・レンズは基本的にZeissカール・ツァイスのテッサーをわずかに修正したコピーであった。 高品質でありながら価格も若干安いため非常に人気があった。OEM製品として『イハギー・アナスト(Ihagee Anast)』というプリモタルレンズや『Exaktar』をExaktaに供給していた。しかし、 当初は高品質のプリモター標準レンズは製造されなかった。1956年に注目すべき開発が行われ、自動絞り機能を備えた『Primotar E f/=1:3.5/50』が開発販売された。さまざまなバージョンのプリモターは、1960年代までf/=1:3.5のF値で50-80-135-180mmの焦点距離範囲をカバーしていた。 1960年に、『Primotar f/=1:2.8/50』 がツァイス テッサーとの直接の競合として短期間生産さた。この焦点距離範囲の後継品は、F値 f/=1:2.8、焦点距離100mmおよび135mmのOrestorであった。

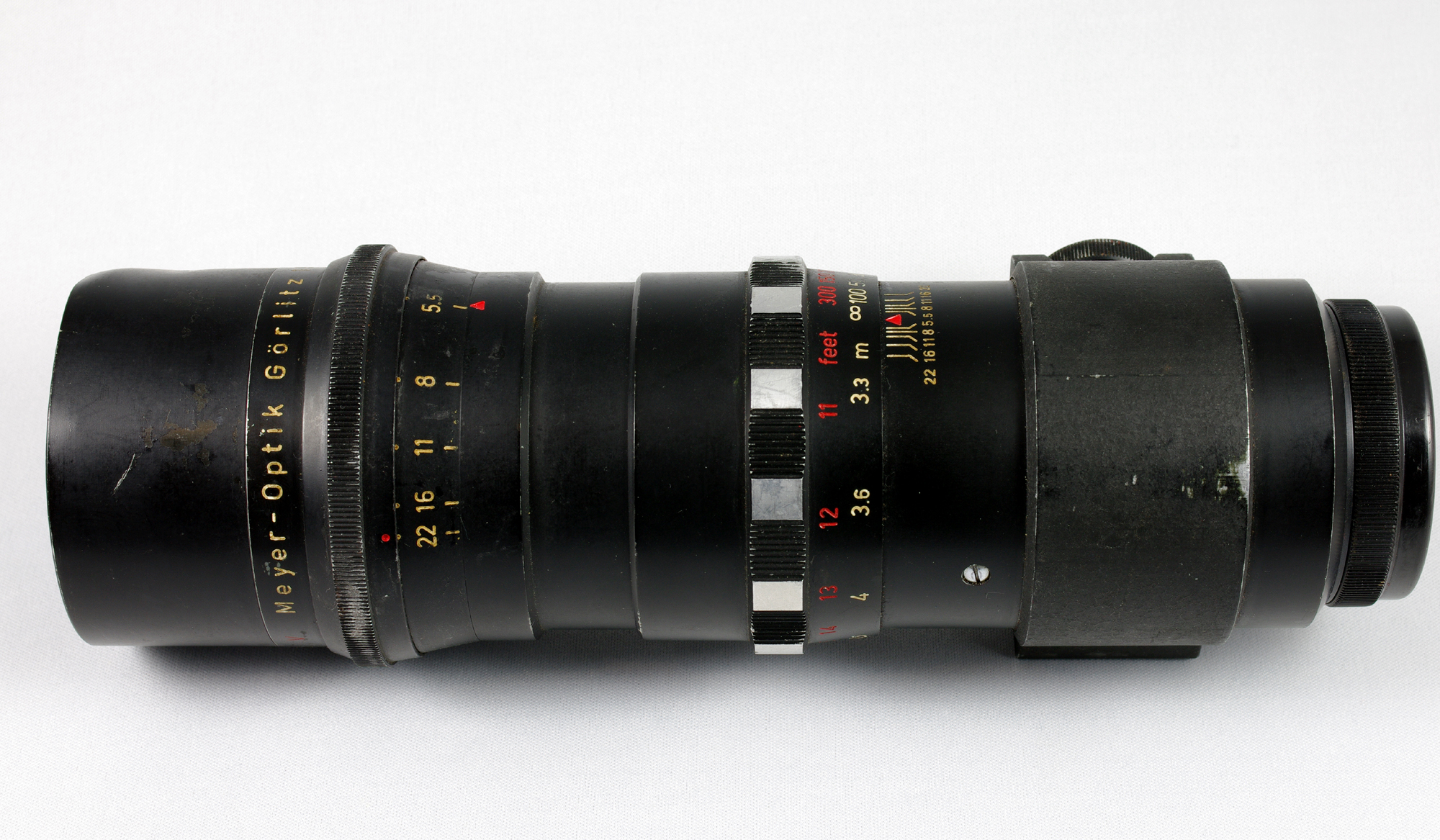
望遠レンズ Telemegor f/=1:5,5/250 mm
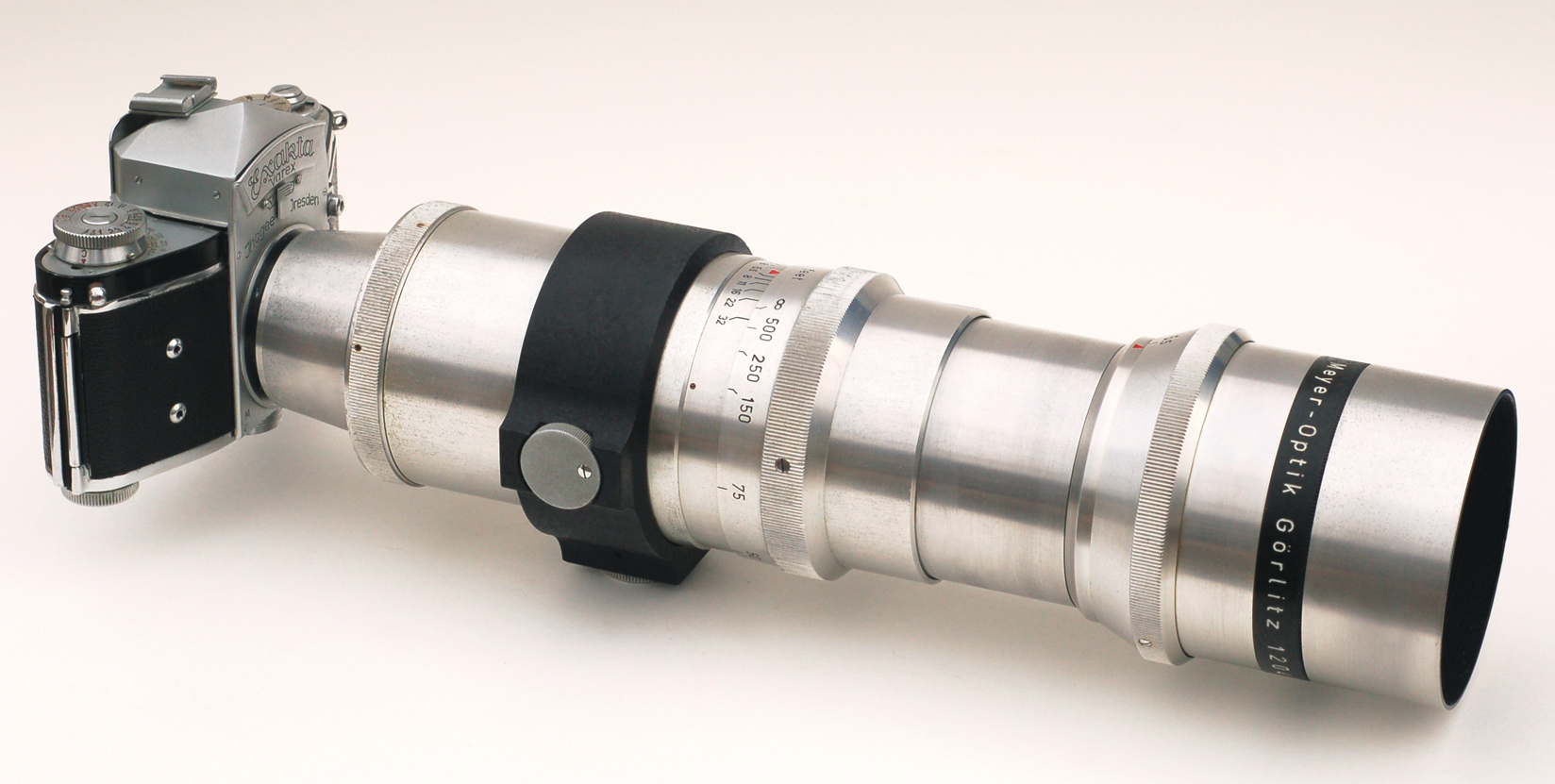
400 mm テレゴールを装着したエクサクタ・バレックス（ドイツ語: Exakta Varex）
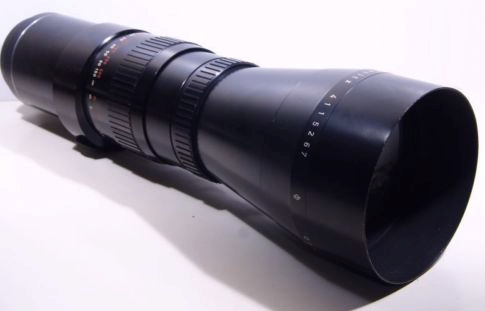
オレステゴール f/=1:5,6/500 mm
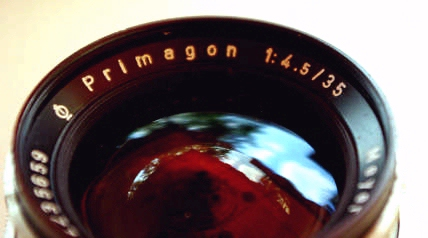
Primagon f/=1:4,5/35 mm レトロフォーカス
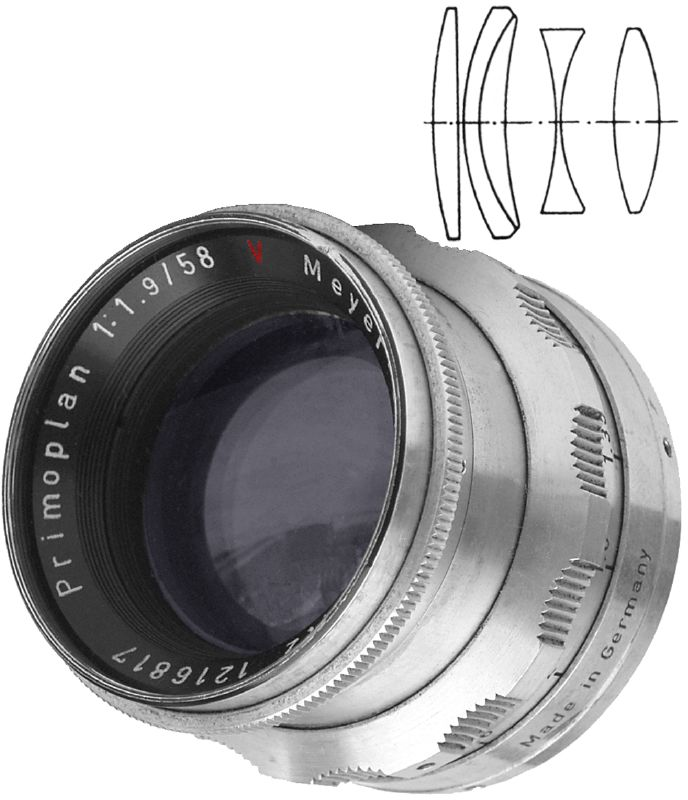
プリモプラン トリプレット

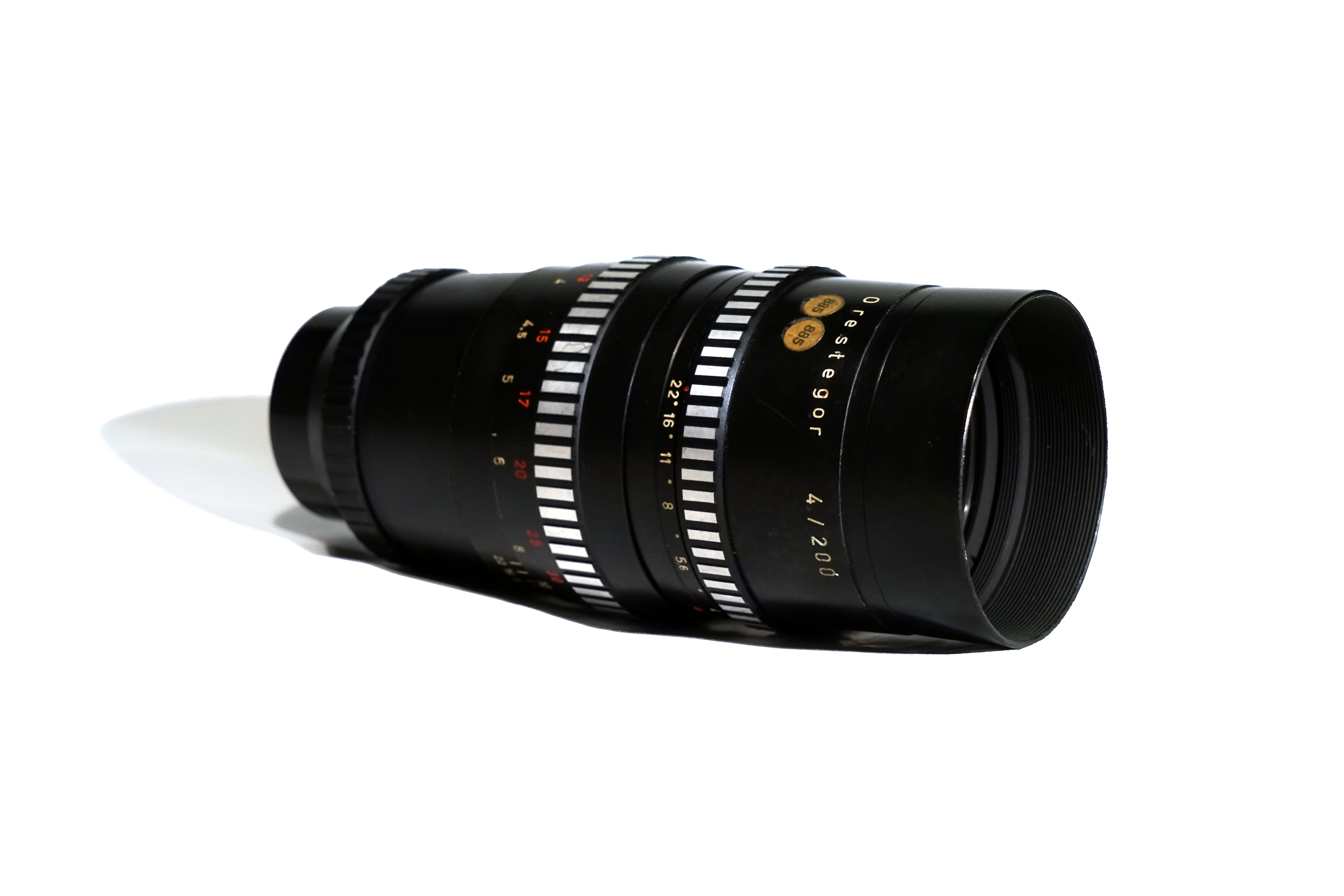
オレステゴール =1:4 200mm

当初、望遠レンズは当初トリオプランとも呼ばれていた。シンプルなトリプレット構成のレンズとして提供されていた。戦前、最初に開発された市場に投入された望遠レンズはステファン・ロシュライン(Stephan Roeschlein)によって開発された4枚レンズ構成のテレメゴールシリーズであった。1960年代の終わりに、テレメゴール・シリーズは5レンズ構成のオレステゴール・シリーズに置き換えられた。焦点距離200mmと300mmの場合、F値はf/=1:4 であった。 500mmオレステゴールの最小F値はf/=1:5.6 でした。300mmおよび500mmオレステゴールは、中判カメラ、特にペンタコン シックス（ドイツ語: Pentacon Six）用に提供された。
広角レンズの分野では、メイヤーは第二次世界大戦前に、ほぼ対称的に構成された4レンズの広角ダブルアナスチグマートを提供しました。f/=1:4.5という当時としては明るいF値と40mmの焦点距離を備えたこのレンズ設計は、20 世紀初頭から知られていたレンズ設計であった。このレンズはヘリオプランとして戦後の1952年まで製造されていた。4枚レンズ構成の『Primagon(f/=1:4.5/35 mm)』は、レトロフォーカス設計を備えた現代の広角レンズとして1950年代から1960年代初頭に作られた。 1964年から、広角レンズはプリセット絞り(f/=1:3.5/30) を備えた、より高速な5レンズ構成の『リディス』(Lydith)によってカバーされるようになった。 メイヤーがブランド名を放棄した後、リディスは『Pentacon f/=1:3.5/30mm』として製造され続けた。1960年代の終わりには、より明るい『オレステゴン f/=1:2.8/29 mm』も広角域で提供されました。リディスとは対照的に自動絞りが装備されていた。

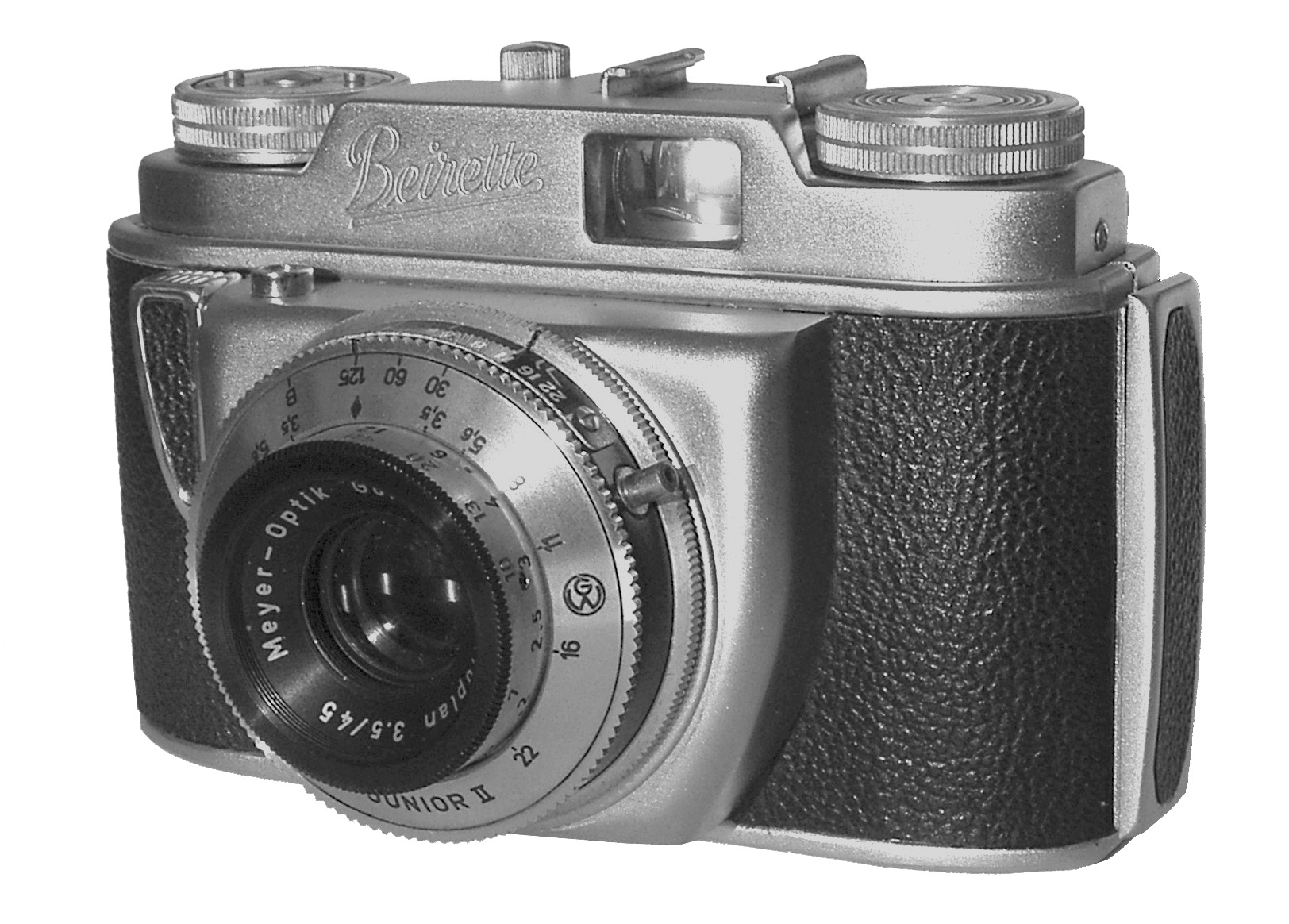
バイレッテ（ドイツ語: Kamera-Fabrik Woldemar Beier）に装着されたトリオプラン f/=1:3,5/45(1959年)
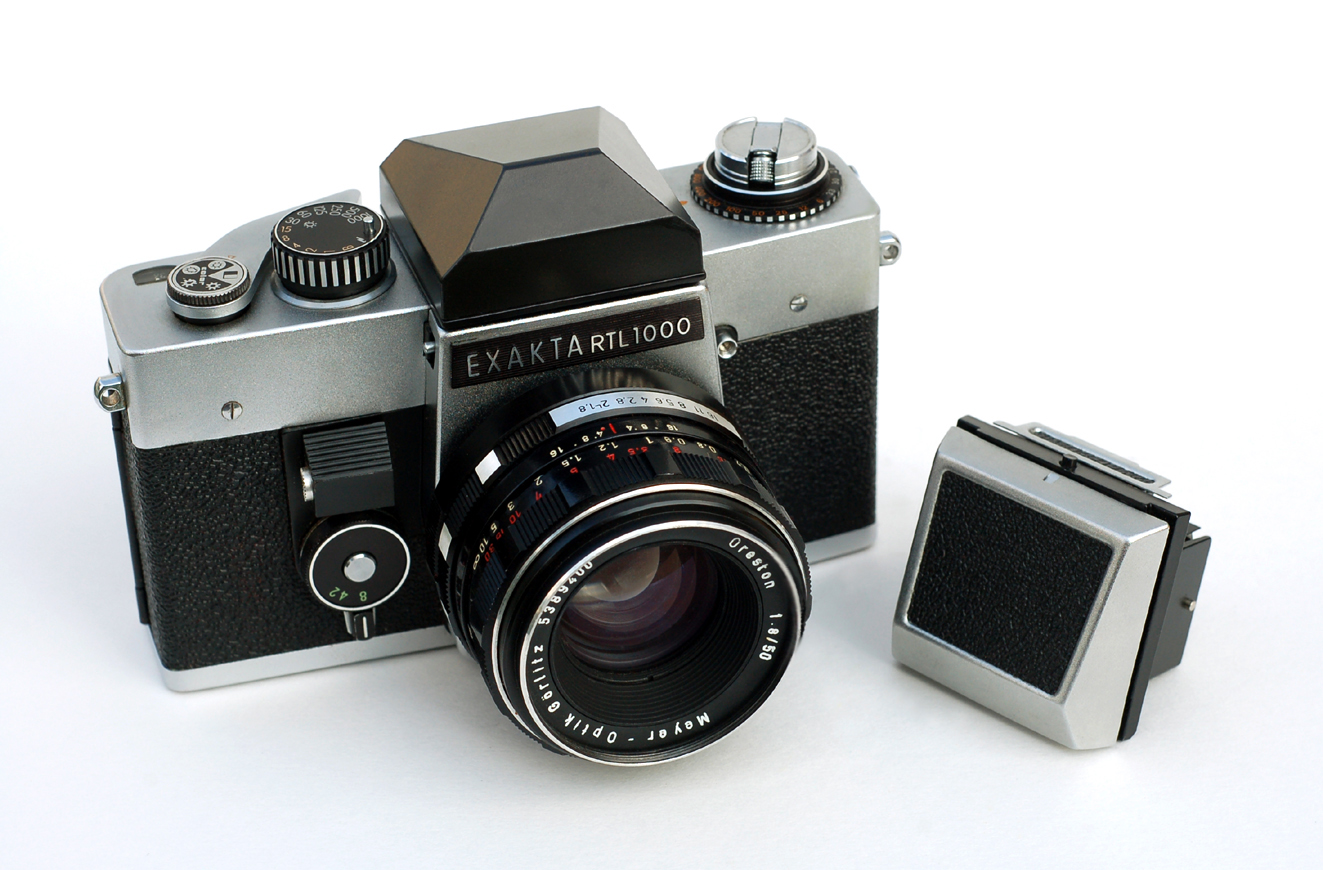
エクサクタRTL 100に装着したオレストン f/1,8/50mm
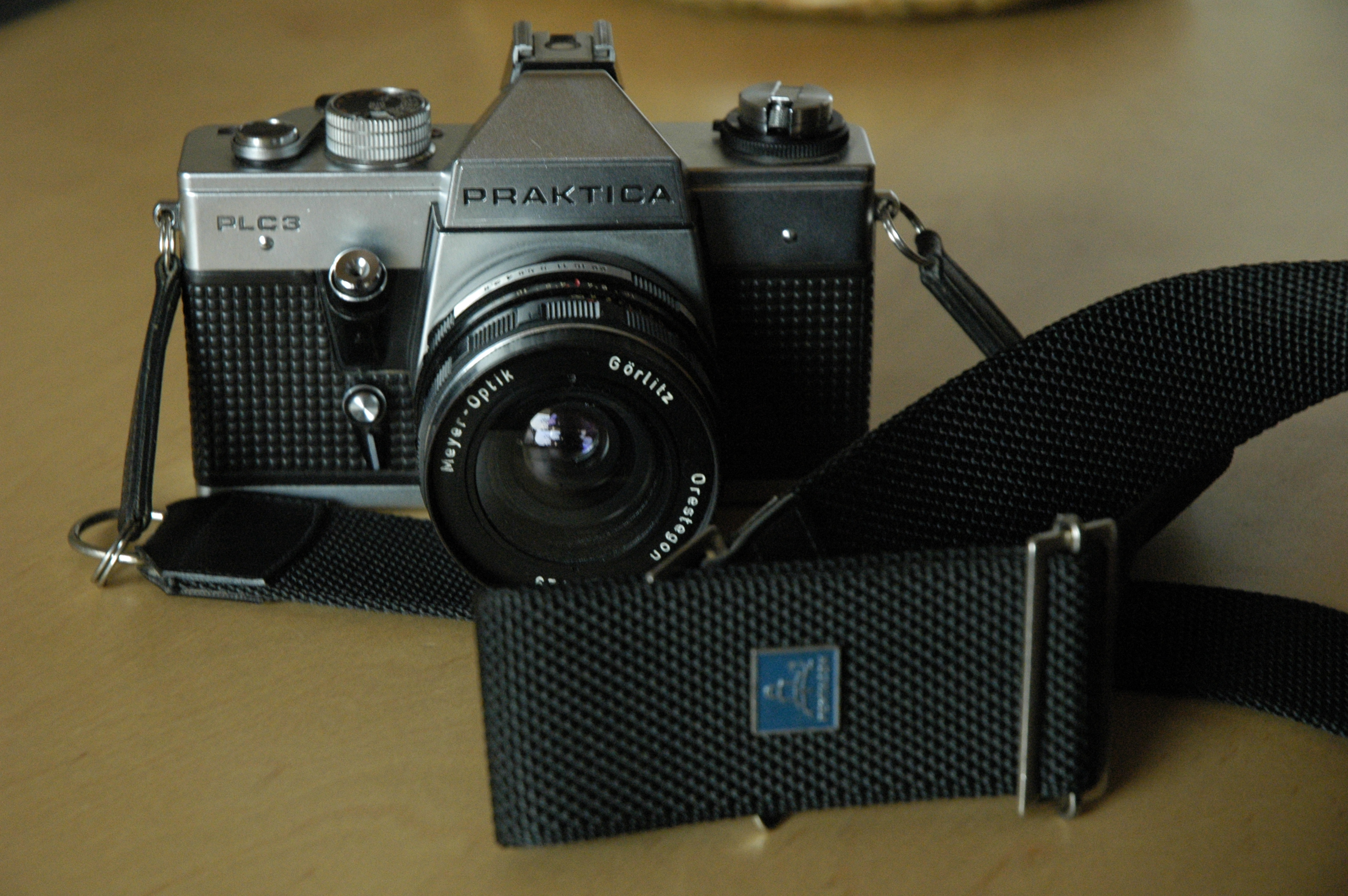
プラクティカ（ドイツ語: Praktica） PLC3に装着した『オレステゴン』
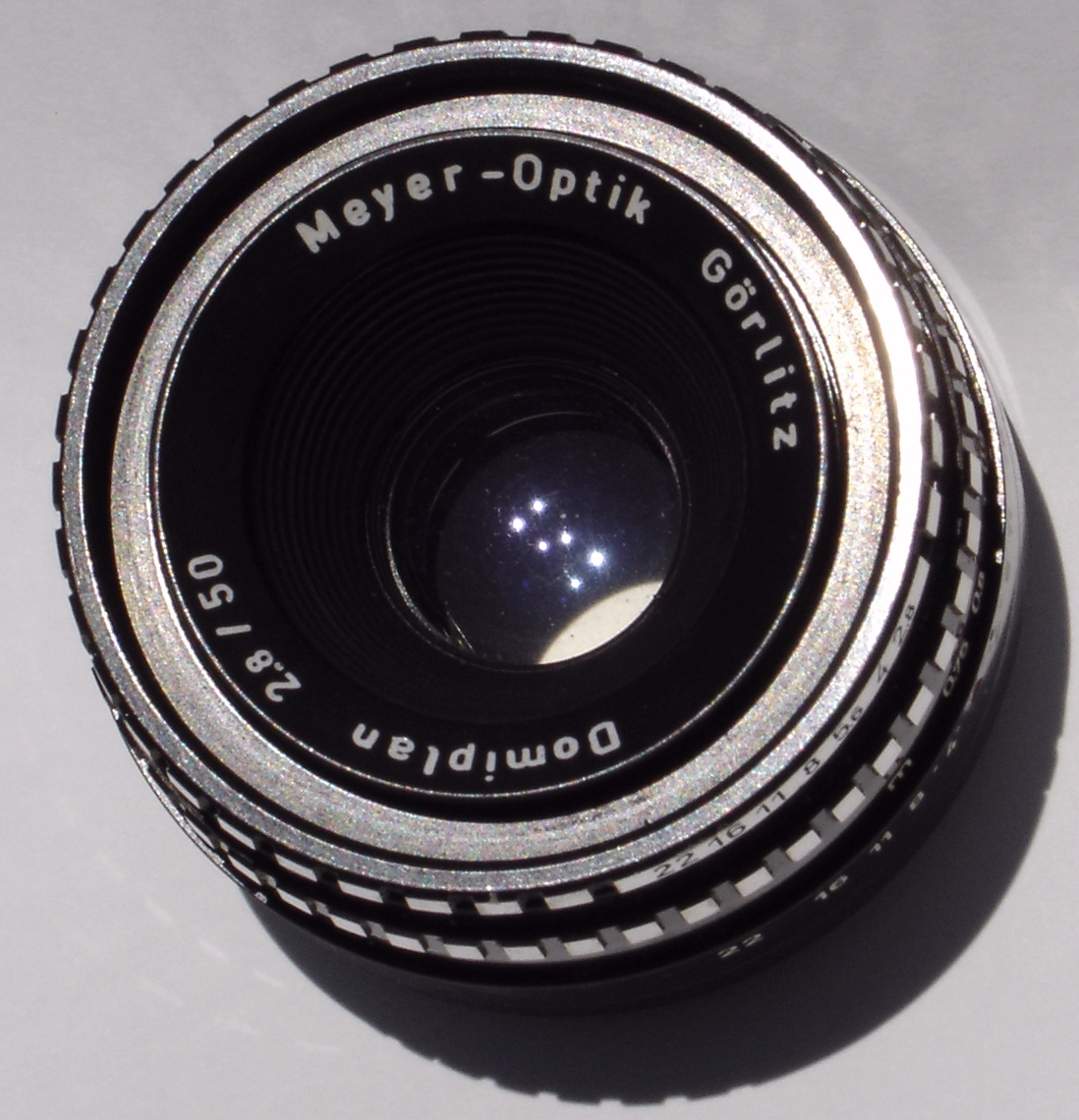
メイヤーの標準レンズ『Domiplan』。

ほとんどすべての古くからある光学会社の焦点距離範囲約50mmの標準レンズの最も安価なレンズは、トリプレット構成のレンズである。1963年まで、メイヤー・オプティック・ゴルリッツの『Trioplan (f/=1:2.9/50)』がこの安価の構成のレンズを独占的に製造していた。その後、これも非常に普及し良く作られた標準レンズである『Domiplan ((f/=1:2.8/50)』が『Trioplan (f/=1:2.9/50)』置き換わった。他に安価なレンズとして提供されたのはアルティックス（ドイツ語: Altix）カメラ専用のレンズが『Telefogar (f/=1:3.5/90mm)』程度である。。 1960年代の終わりに、より明るい代替品として『Oreston (f/=1:1.8/50』 が提供されました。OEM供給先であるペンタコンレンズ向けにも1971年から大規模に生産された。

### 投影レンズの
メイヤーは投影レンズも製造していました。トリオプラン・トリプレットの変種は、古いプロジェクターで見つかることがある。『Filmostar II』は戦前のモデル (「ヒューゴ・メイヤー」時代のもの) としても知られている。
1940 年代の終わりから 1950 年代の初めにかけて、ディアプラン(Diaplan)レンズのさまざまなバリエーションの大規模生産が始まった。ディアプランは、トリプレットのスタイルのスライド・プロジェクター用の投影レンズです。ランタンガラスの導入前、ディアプラン・レンズのF値はf/=1:3.5だった。その後
F値が向上しf/=1:3 および f/=1:2.8 のより現代的なバージョンが市場に登場した。
同様に構成されていますが、はるかに大きいエピドン投影レンズ (例: エピドン 1:3.6/420) は、エピスコープおよびエピディアスコープ（ドイツ語: Epidiaskop）用に製造さた。たとえば、Pentaconの人気のある『ペンタスコープ』(Pentascop)で使用された。
『キノン・スーペリア』(Kinon Superior)はバージョンⅠとⅡが製造された。これは、8mmおよび16mmフィルムを投影するためのである。典型的な焦点距離は 35、50、さらには100mmが有った。

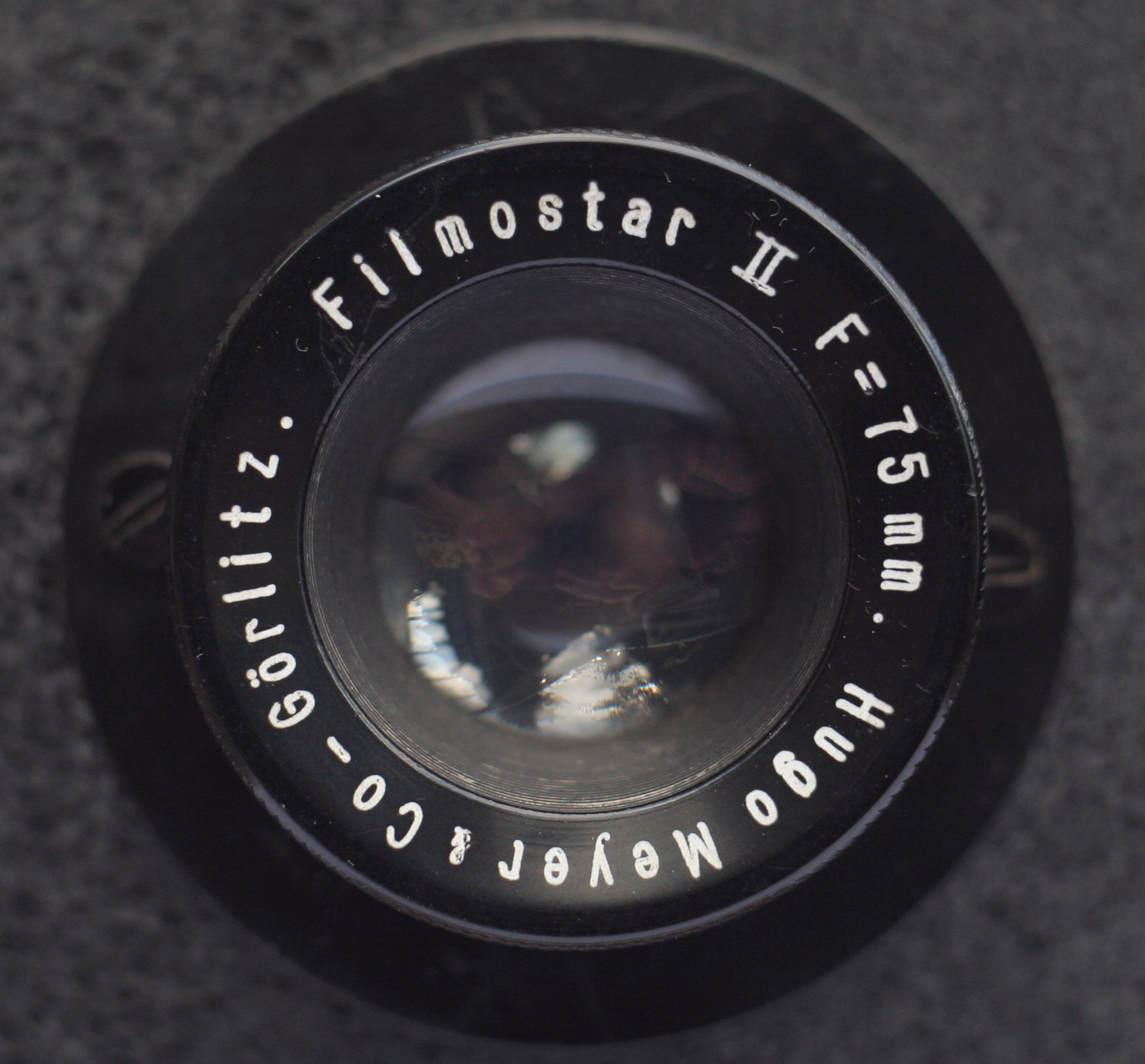
『FilmostarⅡ』75mmと『Filmostars Ⅲ』とⅣには『フリモスト（ドイツ語: Filmosto）』というラベルが付けられた。
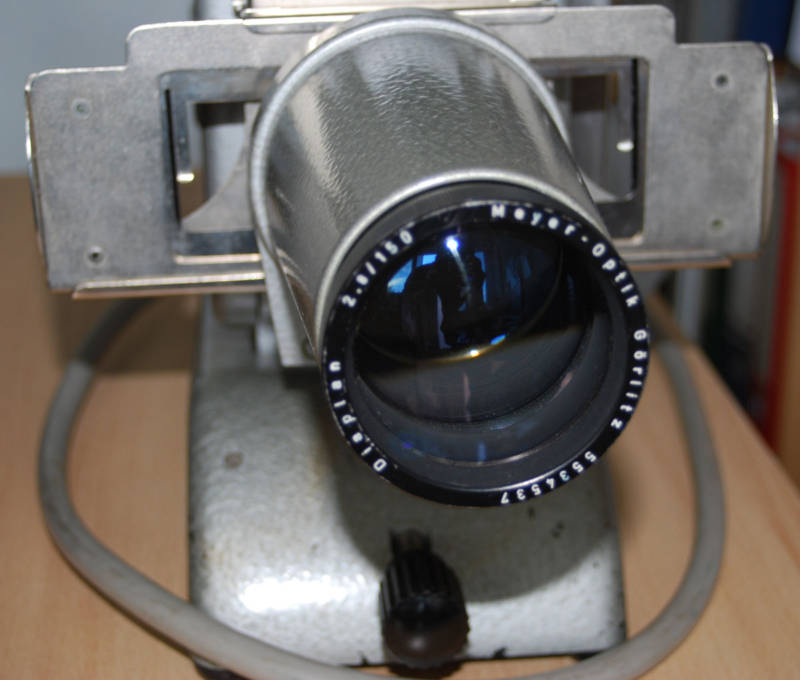
『Diaplan f/=1:2.8/150mm』は中判スライドに適した投影レンズだった。
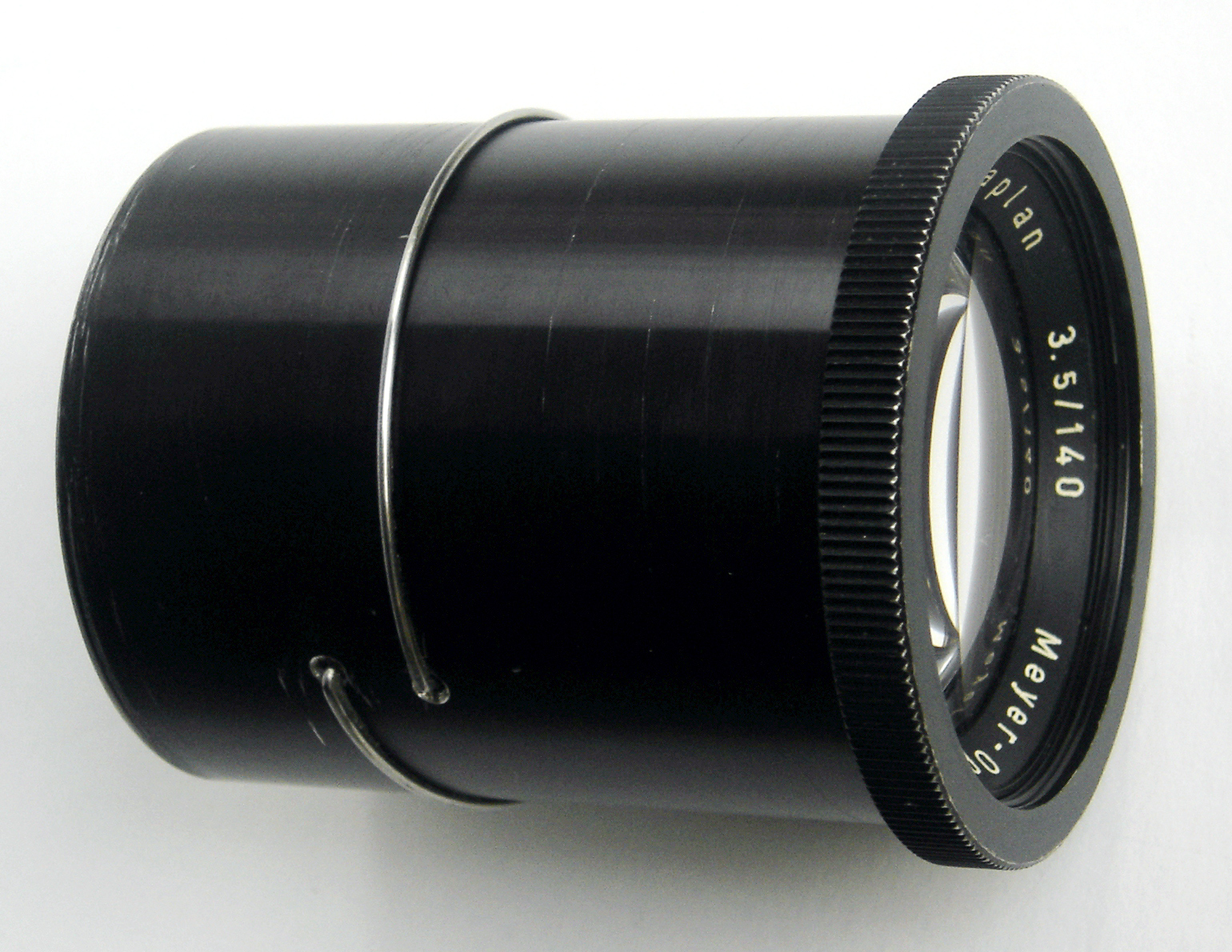
暗いレンズの『Diaplan f/=1:3,5/140 mm』。

### カメラとその他のアクセサリ

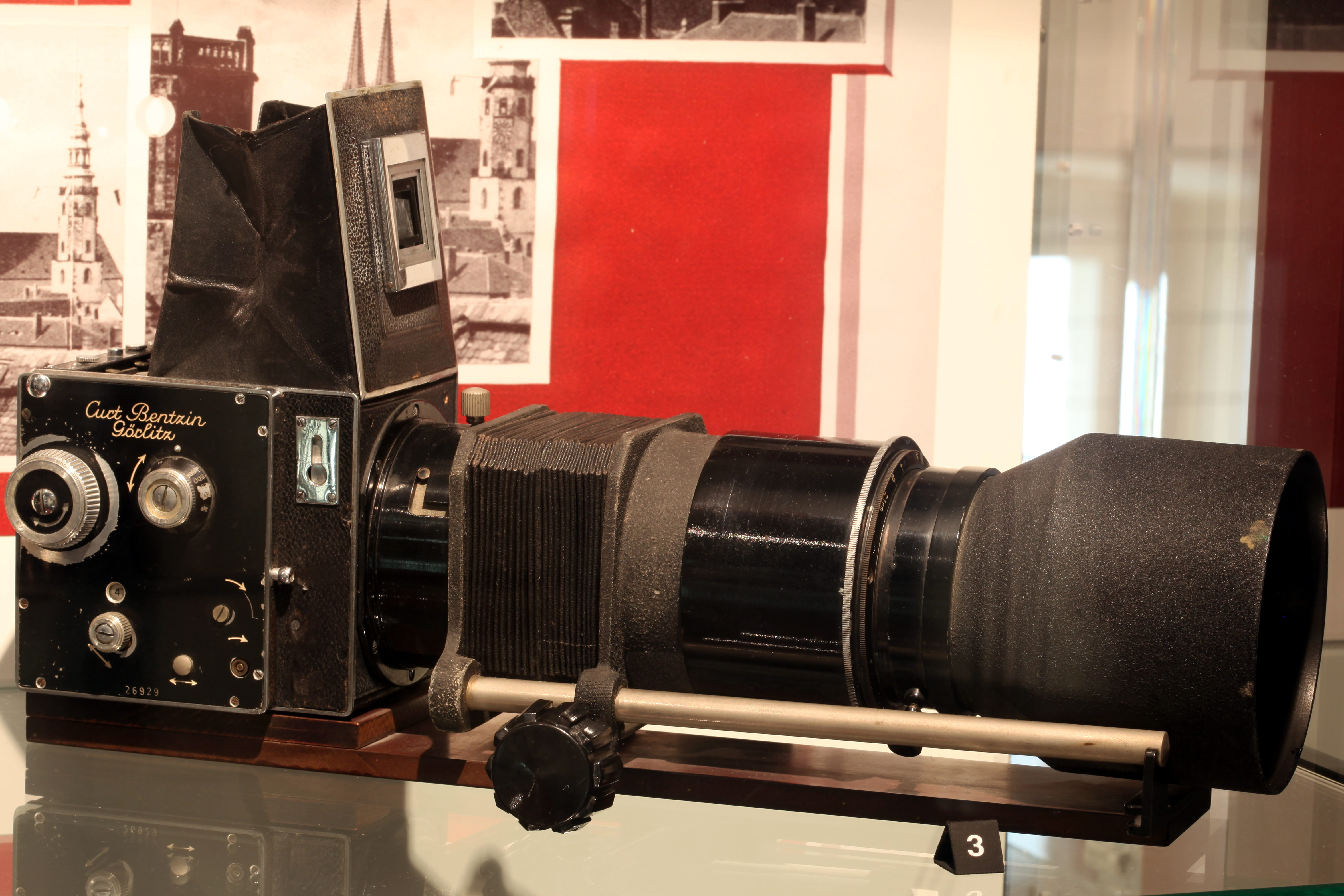
Eine Primarflex der Fa. Curt Bentzin, die später vom VEB Feinoptisches Werk Görlitz übernommen wurde　Curt Bentzin のプライマリフレックス（ドイツ語: Primarflex）は、後にVEB 精密光学工場ゲルリッツ に引き継がれた。
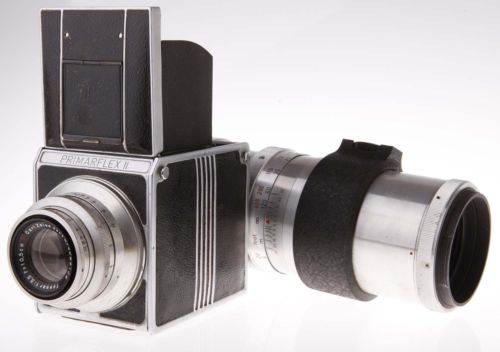
VEB精密光学工場ゲルリッツの製品であるプライマリフレックスⅡ

メイヤーは、メゴフレックス(Megoflex)というブランド名でライカ用の反射式ビューファインダーを製造した。カメラも自社で製造した。一例は『Primotar f/=1:3.5/50』を搭載した3x4cm、35mmカメラであるMegor Type1である。
プライマリフレックスⅡカメラは、1951年に法人化されたPrimarカメラ工場（以前のCurt Bentzin）の生産から納入された。これらは6x6cmの中判カメラだった。